# Рори Бест
Рори Бест (енгл. Rory Best; 15. август 1982) професионални је рагбиста, репрезентативац Ирске и капитен Алстера. Висок 180 цм, тежак 110 кг, Бест је дебитовао за Алстер у дербију келтске лиге против Манстера 2005. Са Алстером је једном освојио келтску лигу (2006) и за овај тим је укупно одиграо 167 мечева и постигао 80 поена. "Ватрено крштење" је имао новембра 2005. против Новог Зеланда. До сада је за Ирску одиграо 89 тест мечева и постигао 40 поена. Био је и део екипе британских и ирских лавова, а са Ирском је 3 пута освајао куп шест нација. Одрастао је на фарми, а студирао је пољопривреду на колеџу у Њукаслу. Његов брат Симон Бест такође је рагбиста. Ожењен је и има једно дете.